# Aconitum nutantiflorum
Aconitum nutantiflorum là một loài thực vật có hoa trong họ Mao lương. Loài này được P.K.Chang ex W.T.Wang mô tả khoa học đầu tiên năm 1965.